# Unlocking the Past
Unlocking the Past è un cover album di Jørn Lande,il quinto degli Jorn, e propone le canzoni che Lande dichiara come sue fonti d'ispirazione musicale; è infatti composto da capisaldi dell'hard rock e dell'heavy metal tratti dalle discografie dalle band più leggendarie di questo genere.
Tutte le tracce che compongono l'album sono state registrate per l'occasione, ad eccezione di The Day the Eart Caught Fire, che è stata presa dall'album d'esordio Starfire.
Pur essendo l'album di una band, va sottolineata la presenza di ospiti d'eccezione su quasi tutti i brani; musicisti presi in prestito dalle passate collaborazioni e band del vocalist nordico.
Nello stesso giorno della data di pubblicazione di questo disco, è stata pubblicata la compilation "gemella" di brani degli Jorn: The Gathering.

## Tracce
1. "On and On" (Michael Schenker, Gary Barden) - 4:44
  - Michael Schenker Group
2. "Fool for Your Loving" (David Coverdale, Bernie Marsden, Micky Moody) - 4:47
  - Whitesnake
3. "Cold Sweat" (Phil Lynott, John Sykes) - 3:24
  - Thin Lizzy
4. "Lonely Is the Word/Letters from Earth" (Ronnie James Dio, Tony Iommi, Geezer Butler, Bill Ward) - 5:26
  - Black Sabbath
5. "Burn" (Ritchie Blackmore, David Coverdale, Jon Lord, Ian Paice) - 6:31
  - Deep Purple
6. "Feel Like Makin' Love" (Paul Rodgers, Mick Ralphs) - 4:16
  - Bad Company
7. "Kill the King" (Ronnie James Dio, Ritchie Blackmore) - 4:02
  - Rainbow
8. "Perfect Strangers" (Ritchie Blackmore, Ian Gillan, Roger Glover) - 6:52
  - Deep Purple
9. "Naked City" (Gene Simmons, Bob Kulick, Vini Poncia, Peppi Castro) - 3:45
  - Kiss
10. "The Day the Earth Caught Fire" (Lol Mason, Mike Slamer, Max Thomas) - 5:42
  - City Boy

## Bonus tracks
1. "Run to You" (Bryan Adams) - 3:36
  - Bryan Adams

## Band
- Jørn Lande - Voce
- Jørn Viggo Lofstad - Chitarre sui brani 2, 3, 4, 6, 7, 8, 9
- Tore Moren - Chitarre sui brani 2, 3, 4, 5, 6, 9
- Morty Black - Basso sui brani 5, 6, 10
- Ronny Tegner - Tastiere sui brani 7, 8
- Willy Bendiksen - Batteria sui brani 3, 4, 6, 9

### Guest musicians
- Ronni Le Tekrø - Chitarre sul brano 10
- Ralph Santolla - Chitarre sul brano 1
- Steinar Krokmo - Basso sui brani 7, 8
- Don Airey - Tastiere sul brano 1
- Stian Kristoffersen - Batteria sui brani 2, 7, 8,
- John Macaluso - Batteria sul brano 10
- Shane French - Chitarre sul brano 1
- Oliver Hanson - Batteria sul brano 1
- Espen Mjoen - Basso sui brani 3, 4, 9
- Manfred Binder - Basso sul brano 1
- Lars Tinderholt - Basso sul brano 2